# Nacogdoches
Nacogdoches es una ciudad ubicada en el condado de Nacogdoches en el estado estadounidense de Texas. En el Censo de 2010 tenía una población de 32.996 habitantes y una densidad poblacional de 470,09 personas por km².  Nacogdoches está hermanada con la ciudad de Natchitoches, Luisiana.

## Historia
La literatura promocional local describe a Nacogdoches como "la ciudad más vieja de Texas". La evidencia del establecimiento en el mismo sitio data de hace 10 000 años. Está cerca o en del sitio de Nevantin, la aldea primaria de la tribu Nacogdoche de los indios Caddo.

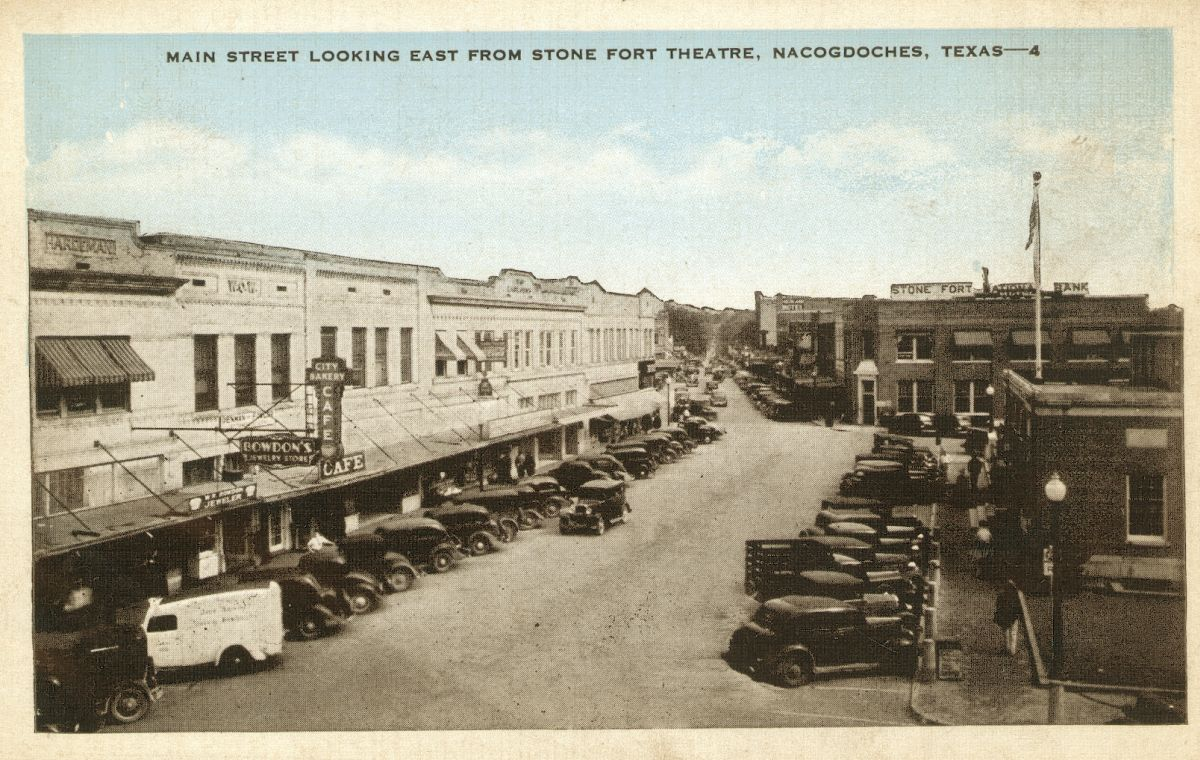
Main Street en Nacogdoches, circa 1930s

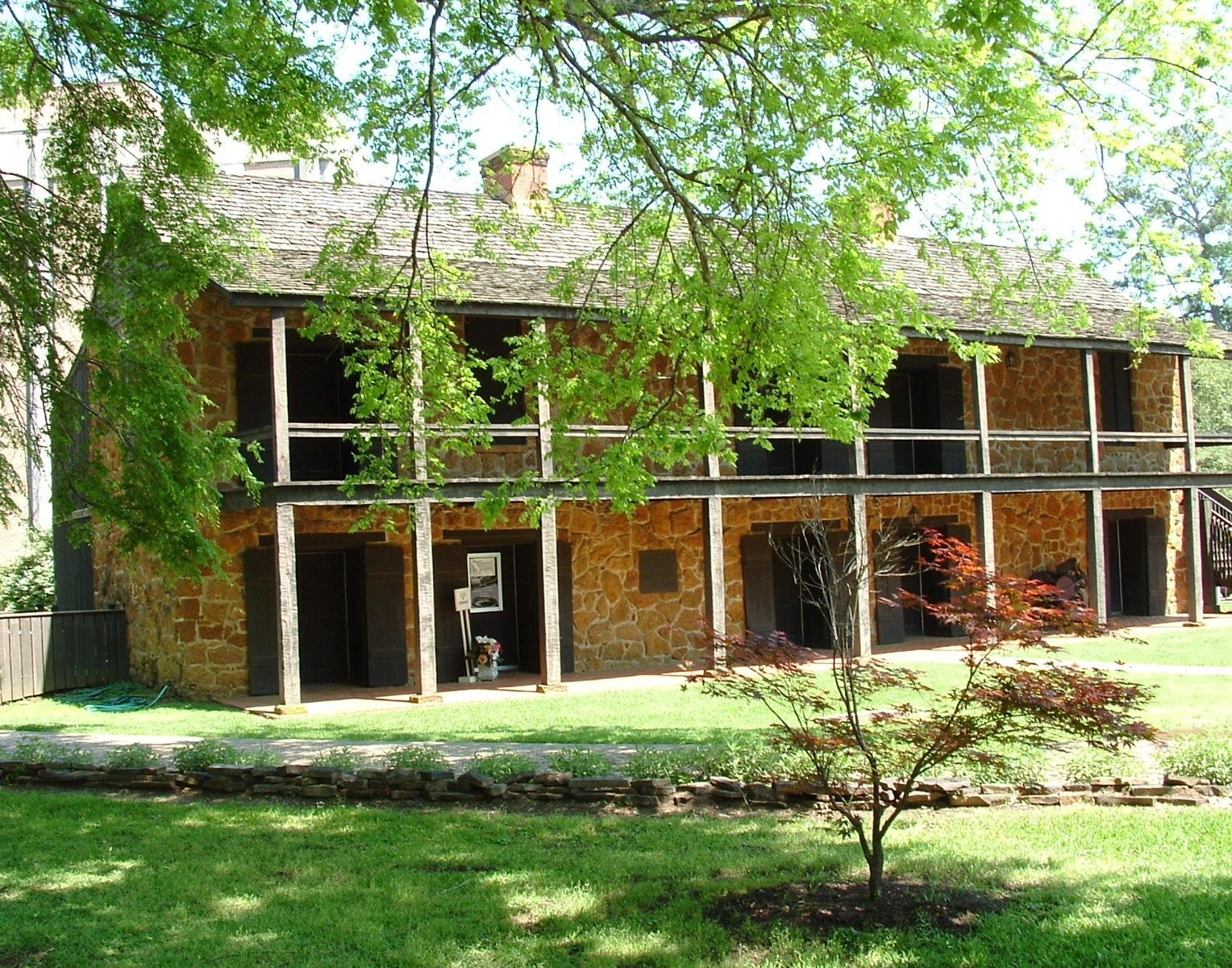
Antiguo Fuerte de piedra en Nacogdoches

En 1716 se fundó la misión de Nuestra Señora de Guadalupe de Nacogdoches, que fue abandonada tras el ataque francés a la cercana misión San Miguel de Linares desde la vecina Luisiana francesa. Fue refundada por el marqués de Aguayo en 1721. Sin embargo, con la soberanía española de La Luisiana, en 1771 se ordenó su abandono, al igual que sucediera con las misiones y presidios de la antigua frontera. Sin embargo, el empeño personal del adaeseño Antonio Gil Y´Barbo ante el gobernador de la provincia de Texas y el virrey de Nueva España resultó en el respaldo a la ocupación de la antigua misión, dando lugar a la actual Nacogdoches.Y´Barbo contó con amplias atribuciones para el gobierno de la población, que prosperó con el comercio a lo largo del Camino Real de los Tejas. Éste discurría por el camino viejo de San Antonio de Béjar (el citado Camino Real) (ahora Carretera de estado 21) y La Calle del Norte (ahora carretera 259 (Texas) de los EE. UU.). De esta época data la Casa de Piedra de Gil Y´Barbo, residencia fortificada. Nacogdoches siguió siendo un establecimiento de los indios Caddo hasta principios del siglo XIX.
Durante el siglo XIX, en época de la Texas mexicana, se convirtió en una entrada de los Estados Unidos en la extensa frontera de Tejas.

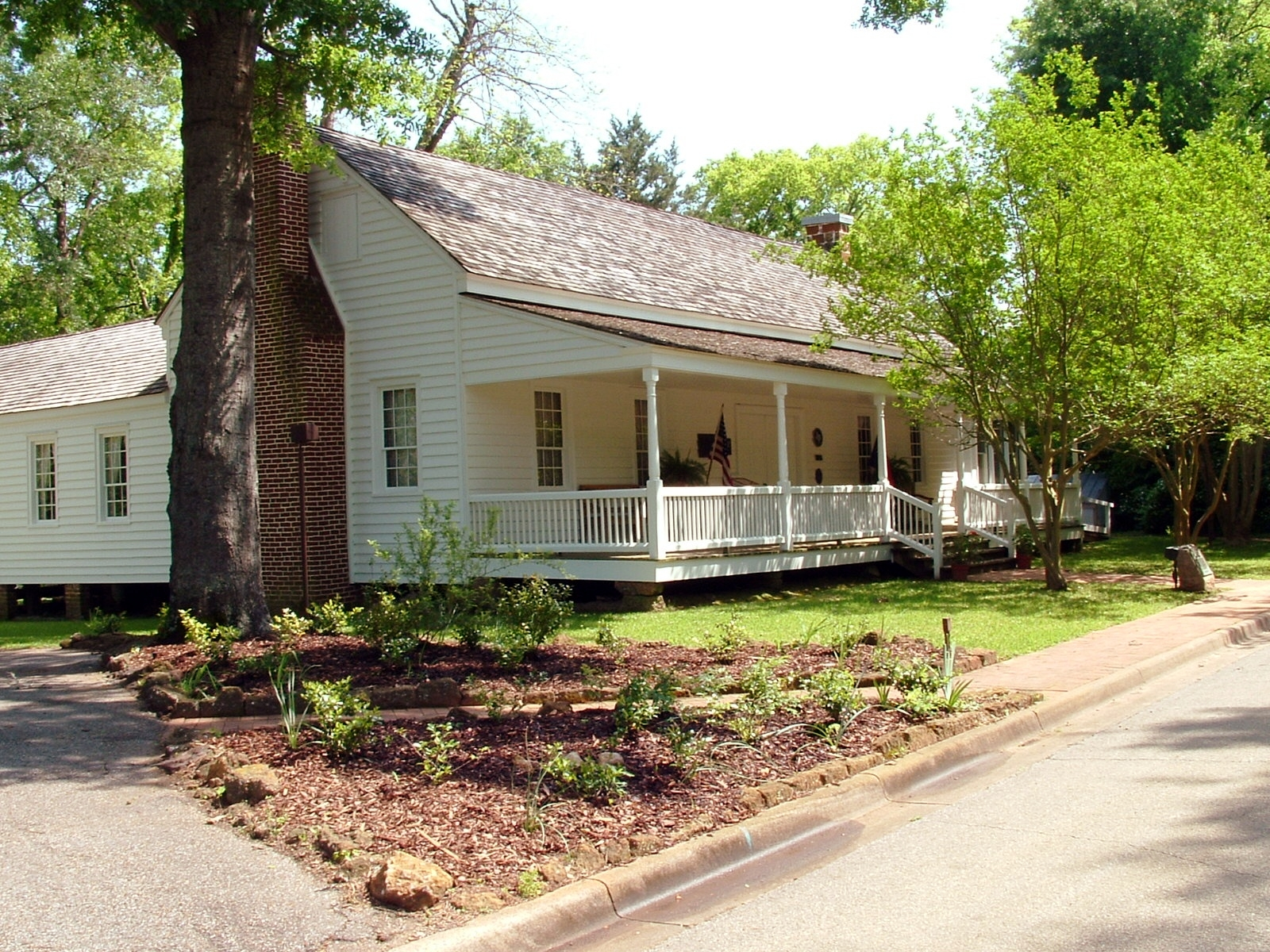
Casa de Adolph Sterne, el primer alcalde estadounidense de la ciudad, actualmente museo.

Además de las seis banderas del Estado de Texas, Nacogdoches tiene tres más: la de Magee-Gutiérrez Republic, la Long Republic, y la Fredonia Republic.
Ciudadanos estadounidenses comenzaron a asentarse en Nacogdoches en 1820.  Fue el centro de la República de Fredonia de Haden Edwards  en 1826. También fue la sede del primer periódico publicado en Texas.
En el verano de 1838, durante la República de Texas, se sublevaron tejanos de origen mexicano liderados por Vicente Córdoba contra el gobierno cada vez más dominado por anglosajones, siendo sofocada la revuelta en mayo de 1839.

## Geografía
Nacogdoches se encuentra ubicada en las coordenadas 31°36′45″N 94°39′7″O / 31.61250, -94.65194. Según la Oficina del Censo de los Estados Unidos, Nacogdoches tiene una superficie total de 70.19 km², de la cual 70.06 km² corresponden a tierra firme y (0.19%) 0.13 km² es agua.

### Clima
- El mes más caluroso de promedio es agosto.
- La temperatura mayor de la que se tiene registro fue 112 °F en el 2000.
- El más frío de promedio es enero.
- La temperatura menor de la que se tiene registro fue 3 °F en 1989.
- El más lluvioso de promedio es mayo.

## Demografía
Según el censo de 2010, había 32.996 personas residiendo en Nacogdoches. La densidad de población era de 470,09 hab./km². De los 32.996 habitantes, Nacogdoches estaba compuesto por el 58.53% blancos, el 28.76% eran afroamericanos, el 0.51% eran amerindios, el 1.81% eran asiáticos, el 0.05% eran isleños del Pacífico, el 8.09% eran de otras razas y el 2.25% pertenecían a dos o más razas. Del total de la población el 16.78% eran hispanos o latinos de cualquier raza.

## Educación
La ciudad de Nacogdoches está servida por el Distrito Escolar Independiente de Nacogdoches - Hogar de los "Golden Dragons". Un total de nueve distritos escolares sirven al Condado de Nacogdoches.
Nacogdoches es la sede de la Universidad Estatal Stephen F. Austin (donde se ubica el Mats Arboretum, que es una institución estatal de enseñanza con unos 13 000 estudiantes, siendo una de los colegios líderes mundiales en la enseñanza de la silvicultura. El Stephen F. Austin es así mismo la sede de la sociedad East Texas Historical Association. El Angelina College, un colegio de la comunidad con sede en la vecina Lufkin, administran campus filiales en Nacogdoches.

## Periódico
Nacogdoches está servido por el  The Daily Sentinel.

## Personas destacadas
- Clint Dempsey, futbolista profesional

## Puntos de interés
- Mast Arboretum
- Stephen F. Austin State University
- Old Stone Fort
- Durst Taylor House
- Millard's Crossing
- Azalea Trail
- SFA Interpretative Trail
- Bird and Wildlife Trail
- Columbia Regional Geospatial Center
- SFA NCAA Sports
- SFA Art Center
- Nacogdoches Pulmonary and Sleep Associates